# 화학로자리 은하벽
화학로자리 은하벽은 은하 필라멘트 또는 은하벽으로 알려진 상부 구조물이다.
그것은 큰 축이 작은 축보다 더 긴 은하의 긴 필라멘트다.
필라멘트는 도라도 그룹뿐 아니라 같은 거리에 놓여 있는 포낙스 은하단도 포함하고 있다.
조각가 벽과 "병렬"하며 그러스 벽과 "직각"이다.